# 迪士尼無限世界2.0
《迪士尼無限世界2.0》或稱為《迪士尼無限世界：漫威超級英雄》，是一款动作冒险沙盒互動實體玩具電子遊戲，由艾薇嵐奇軟體和Heavy Iron Studios開發，迪士尼互動工作室發行，當中還包含了Studio Gobo和忍者理論的作品。該遊戲是2013年遊戲《迪士尼無限世界》的續作兼存檔繼承，2014年4月8日對外宣布；2014年9月23日在北美發售，2014年9月19日在英國發布，2014年9月18日在澳大利亞和歐洲其他地區上市，適用於iOS、PlayStation 3、PlayStation 4、Wii U、Microsoft Windows、Xbox 360和Xbox One1平台，而PlayStation Vita版於2015年5月9日推出。
《漫威超級英雄》的原創故事由布萊恩·邁克爾·本迪斯編寫，分成三條故事線，包括來自漫威和迪士尼作品的角色。第一條故事情節講述了復仇者聯盟阻止洛基重建遠古冬之棺的故事；第二條故事情節以蜘蛛人為中心，由蜘蛛人、新星、鐵拳俠和尼克·福瑞聯手猛毒，共同完成阻止綠魔的任務以及神秘客的共生體入侵；第三也是最後一條故事情節集中在星際異攻隊上，團隊必須保護虚无知地免受控訴者羅南的侵害，整體取自同名電影。
該遊戲擴展了《迪士尼無限》的一系列功能，可在玩具盒模式（開放世界沙盒）中使用。此外，還添加了對單個角色進行個性化設置的技能樹。《漫威超級英雄》增加了前作的社區分享選項，包括分享個人創作。世嘉與漫威的合約在《美國隊長：超級戰士》（2011年）發行後到期，而與動視的合約也在《蜘蛛人：驚奇再起2》（2014年）發行後到期，使《無限世界2.0》成為迪士尼互動工作室發行的首款漫威授權遊戲；其中《驚奇再起2》比《無限世界2.0》早幾個月發售。
2015年推出續作《迪士尼無限世界3.0》。

## 備註
1. ^ 以《漫威超級英雄》入門包形式發售，這是為遊戲發布的首套入門包。
2. ^ 該遊戲的Microsoft Windows和iOS版本僅發布數位版，且沒有多人遊戲模式。

## 外部連結
- 官方网站
- 互联网电影数据库（IMDb）上《迪士尼無限：漫威超級英雄》的资料（英文）